# Döda danskar räknas inte
Döda danskar räknas inte var svensk humorserie som sändes i SVT under 1994. Serien regisserades av Håkan Wennberg, och utspelades på nyhetsredaktionen NTV. Medverkade gjorde bland andra Stellan Sundahl, Fritte Friberg, Anette Bjärlestam, Lotta Thorell, Olof Lundström Orloff, Michael Nyqvist och Kryddan Peterson. 
Enligt Kryddan Peterson hade man presenterat idén för engelska kollegor redan runt 1989-90. Ur detta uppstod serien Drop the Dead Donkey, vars materialrättigheter man sedan jobbade för att få köpa tillbaka till Sverige.